# Кантор, Борис Яковлевич
Борис Яковлевич Кантор (31 мая 1928 — 27 августа 2012) — советский украинский учёный, инженер, доктор технических наук, профессор, автор более двухсот публикаций и девяти монографий.

## Биография
Борис Яковлевич Кантор родился 31 мая 1928 года на Украине. По воспоминаниям друзей, в детстве хорошо играл на аккордеоне (будучи обучен отцом, который привёз трофейный аккордеон из Германии), умел стенографировать, что очень помогало в записи лекций. Еще в институте у него сформировался четкий интерес к науке, строительной механике и прочности, сохранившийся в дальнейшем и определивший круг его научных интересов, а также понимание роли компьютера в инженерном деле. Как только это стало возможным, Борис Кантор освоил программирование.
Окончил Харьковский авиационный институт (1951). После распределения работал в Омске, на авиационном заводе, работал инженером, затем начальником конструкторского бюро. С 1956 работает в НИИ проблем машиностроения Национальной академии наук Украины (ИПМаш Архивная копия от 17 марта 2013 на Wayback Machine) в Харькове. Доктор технических наук (1970). Профессор. Академик Инженерной академии Украины (1994). Лауреат Гранта Международного научного фонда (1994—1995). Заслуженный деятель науки и техники Украины, лауреат Государственной премии УССР в области науки и техники.
Под руководством Б. Кантора были подготовлены три доктора и двадцать два кандидата наук.
Борис Яковлевич Кантор умер 27 августа 2012 года.

## Монографии
- 1. Кантор Б. Я., Филиппов А. П. Численные методы в прикладной теории упругости. — Киев: Наукова думка, 1968
- 2. Кантор Б. Я. Нелинейные задачи теории неоднородных пологих оболочек. — Киев: Наукова думка, 1971
- 3. Кантор Б. Я., Катаржнов С. И. Вариационно-сегментный метод в нелинейной теории оболочек.- Киев: Наукова думка, 1982
- 4. Кантор Б. Я. Контактные задачи нелинейной теории оболочек вращения.- Киев: Наукова думка, 1990
- 5. Кантор Б. Я., Яблучанский Н. И., Шляховер В. Е. Нелинейная кардиобиомеханика левого желудочка.- Киев: Наук. думка, 1991
- 6. Кантор Б. Я., Яблучанский Н. И., Мартыненко А. В. Неинвазивная диагностика нарушений биомеханики левого сердца.- Киев: Наук. думка, 1992
- 7. Кантор Б. Я., Яблучанский Н. И., Мартыненко А. В. Интерпретация данных функциональных исследований сердечно-сосудистой системы.- Харьков: Основа, 1993
- 8. Яблучанский Н. И., Кантор Б. Я., Мартыненко А. В. Вариабельность сердечного ритма в современной клинике. — Донецк: Будень,1997
- 9. Кантор Б. Я., Кунделев А. Ю., Мисюра Е. Ю. Биомеханика гиперупругих тел вращения. — Харьков: Форт, 2007.